# سیارک ۲۳۷۹
سیارک ۲۳۷۹ (به انگلیسی: 2379 Heiskanen، نامگذاری:1941ST) دو هزار و سیصد و هفتاد و نهمین سیارک کشف شده‌است که در ۲۱ سپتامبر ۱۹۴۱ کشف شد.
قدر مطلق سیارک برابر ۱۰٫۹۰ است.